# Jo Daviess County
Jo Daviess County is een county in de Amerikaanse staat Illinois.
De county heeft een landoppervlakte van 1.557 km² en telt 22.289 inwoners (volkstelling 2000). De hoofdplaats is Galena.
In de county bevindt zich het hoogste natuurlijke punt van Illinois, de top van de 376 meter hoge heuvel Charles Mound.